# 秦东门
秦东门立石位于今天江苏连云港市海州古城城东孔望山顶，由碑顶、方柱形碑身和底座三部分构成，在秦始皇巡游时（公元前212）所建。现在的孔望山顶仅剩下秦东门立石的基础石，被称为“承露盘”。
《史记·秦始皇本纪》：秦始皇三十五年，“关中计宫三百，关外四百馀。于是立石东海上朐界中，以为秦东门”。
郦道元《水经注卷三十·淮水》详细介绍了淮河水系，两处提到秦始皇立石。“北为游水，历朐县与沭合。又迳朐山西，山侧有朐县故城，秦始皇三十五年，于朐县立石海上，以为秦之东门。”“游水又东迳赣榆县北，东侧巨海，有《秦始皇碑》在山上，去海一百五十步，所见东北倾石，长一丈八尺，广五尺，厚三尺八寸，一行一十二字。”